# Десантные корабли типа T-103
Десантные корабли типа «Т-103» (第百一号型輸送艦 — ДАИ 103 го-гата Юсокан или СКТ — сенша кайгун турбо) — японские танкодесантные корабли Второй мировой войны.

## История
Проект танкодесантных кораблей типа СК был подготовлен во второй половине 1943 года. По требованию японского Генерального штаба они должны были превзойти десантные корабли типа SS, недостаточно быстроходные для боевого использования при господстве американцев в воздухе.
Проект танкодесантного корабля типа Т-101 был попыткой примирить интересы армии и флота. Традиционное у японцев желание иметь высокую скорость корабля требовало установки паровых турбин. Ими планировали оборудовать 50 флотских и 28 армейских кораблей. Но в связи с недостатком паровых турбин и особенно зубчатых редукторов для них для получения оптимальной скорости вращения гребных винтов японцы поставили на шести десантных кораблях для флота дизеля. (Внешне они выделялись более короткой и широкой дымовой трубой в отличие от более тонкой и высокой спаренной из двух дымоходов на турбинных.) Скорость турбинных кораблей типа Т-103 16 узлов в отличие от 13,5 узлов дизельных типа Т-101. Сильное зенитное вооружение (одно 76-мм и шесть 25-мм зенитных пушек) с 1944 года увеличили до 22 стволов. Большая часть судов погибла в боях, не поучаствовав в десантных операциях а только в операциях по обеспечению многочисленных островных гарнизонов в океане.
Танкодесантные корабли получились похожи на американских одноклассников типа LST, но были меньше и быстроходнее. Было подготовлено два варианта проекта, различавшихся энергетическими установками — на судах типа СКД — Т-101 была трехвальная дизельная, а на СКТ — Т103 — одновальная паротурбинная.
Паротурбинная силовая установка обеспечивала большую на 2,5 узла скорость, но дизельные корабли типа Т101 имели увеличенный объем помещений для десантников. В остальном дизельные и паротурбинные корабли походили, разве что дизельные имели немного большую дальность плавания, внешне их можно различить по форме дымовой трубы — на типе Т-101 — СКД она ниже и шире, а на СКT — Т-103 — выше, уже из двух дымоходов один за другим и ближе к надстройке.
Высадка на них через откидную носовую аппарель. Для повышения прочности корпуса киль в носу был двойным, но опыт эксплуатации первых танкодесантных кораблей потребовал укрепления корпуса.
Всего промышленность построила 67 кораблей типа Т103-СКT, заказы еще на 27 СКД отменили в конце 1944-го — начале 1945 года. 28 кораблей типа СКT сначала подчинены армии и имели обозначение СК, но в октябре 1944-го — январе 1945 года шесть из них перешли под контроль флота. Строительство Т-164 и Т-165 остановлено в мае 1945-го, а Т-175, Т-176, СК-127 и СК-128 — в августе 1945 года.
В мае 1944 года на них добавили 1х2 25-мм автоматическую установку и 12 глубинных бомб. С сентября 1944 года количество 25-мм стволов достигло 21 (2х3, 2х2 и 11х1).
В ходе войны погибло 35 кораблей: Т-103 (4 июля 1944), Т-104 (13 декабря 1944), Т-105 (11 октября 1944), Т-106 (15 декабря 1944), Т-107 (5 января 1945), Т-111 (24 ноября 1944), Т-112 (5 ноября 1944), Т-113 (25 ноября 1944), Т-114 (17 февраля 1945), Т-129 (14 августа 1944), Т-130 (4 июля 1944), Т-132 (27 декабря 1944), Т-133 (4 августа 1944), Т-134 (4 октября 1944), Т-135 (18 октября 1944), Т-136 (18 октября 1944), Т-138 (27 октября 1944), Т-139 (6 ноября 1944), Т-140 (12.1.1945), Т-141 (24 ноября 1944), Т-142 (25 ноября 1944), Т-143 (8 февраля 1945), Т-145 (2 апреля 1945), Т-146 (28 апреля 1945), Т-151 (22 ноября 1944), Т-152 (2 августа 1944), Т-154 (5 января 1945), Т-157 (24 декабря 1944), Т-158 (10 октября 1944) Т-159 (12 декабря 1944), Т-160 (24 ноября 1944), Т-161 (25 ноября 1944), Т-173 (22 мая 1945), SB-107 (март 1945 года) и SB-113 (28 июля 1945).

## Характеристики
Водоизмещение — 970 т (стандартное), 1004 т (нормальное);
Размеры — длина 72 м по ватерлинии (80.5 м максимальная), ширина 9,1 м, осадка 2,9 м;
Двигатели — 1 паровая турбина, 2500 л.с.;
Скорость — 16 узлов;
Дальность плавания — 2500 миль на скорости 14 узлов;
Экипаж — 90 человек;
Вооружение — 1 76-мм зенитная пушка, 2х3 25-мм пушки; с сентября 1944 года до 21 25-мм ствола (2х3, 2х2 и 11х1) и 12 ГБ;
Десант — 218 т груза или 320 десантников или 5 15-тонных танков или 67 т груза и 120 десантников.